# Widum Fieberbrunn

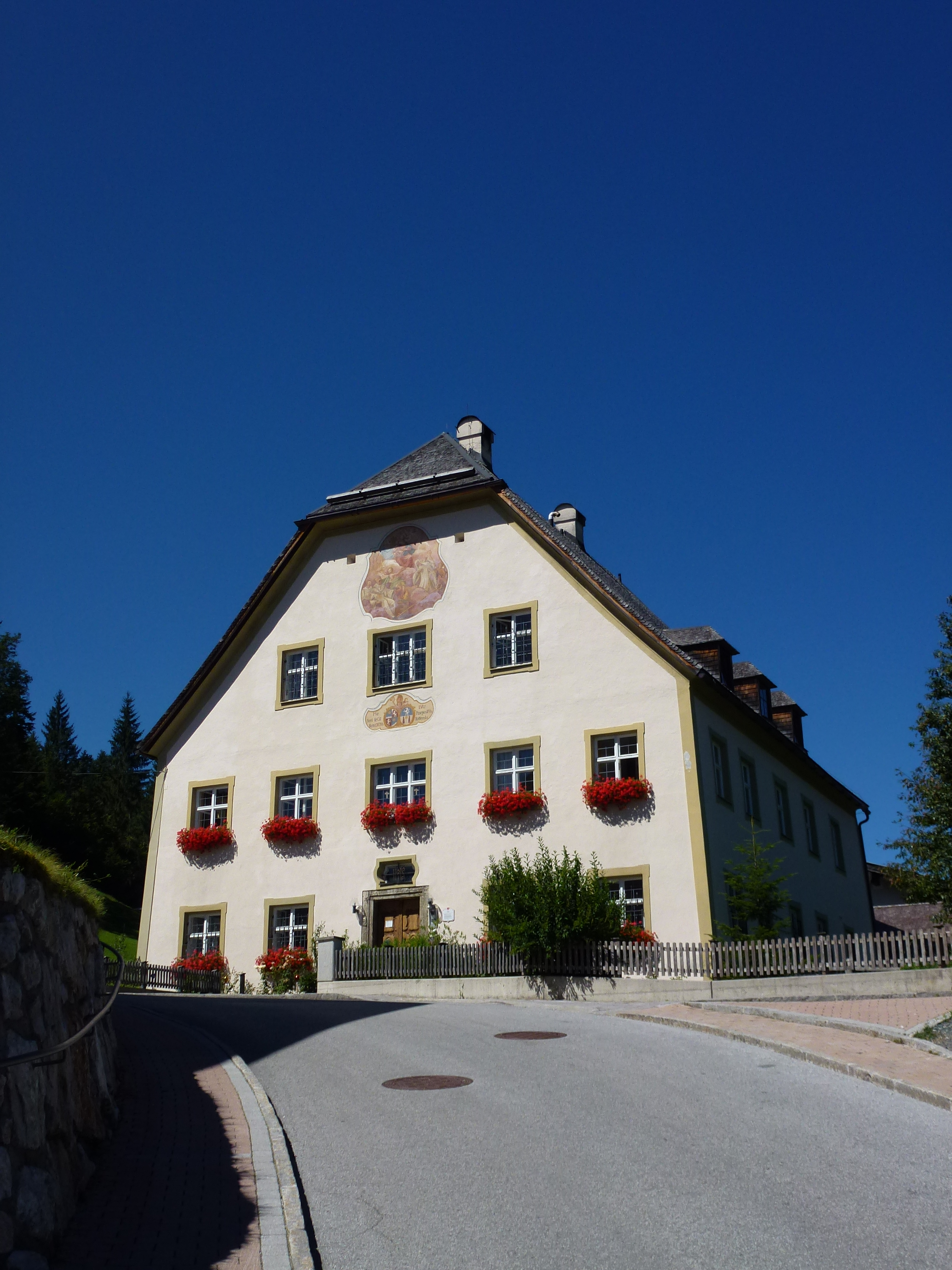
Das Widum in Fieberbrunn

Das Widum Fieberbrunn ist das Pfarrhaus der Fieberbrunner Pfarrkirche in der Marktgemeinde Fieberbrunn im Bezirk Kitzbühel in Tirol. Das Widum steht unter Denkmalschutz (Listeneintrag).

## Geschichte
Seit 1571 stellte das Kloster Rott einen Priester zur Betreuung der Kirche in Fieberbrunn, der zunächst zu den Gottesdiensten aus St. Ulrich am Pillersee kommen musste. 1643 ließ das Kloster ein Wohn- und Wirtschaftsgebäude für den Priester erbauen, das 1767 durch einen Brand zerstört wurde. Abt Benedikt II. Lutz ließ daraufhin von 1767 bis 1771 das heutige Widum im Stil eines barocken Amtsgebäudes errichten. Von 1975 bis 1977 wurde das gesamte Gebäude saniert.

## Bauwerk
Das Widum ist ein mächtiger zweigeschoßiger Bau mit einem rechteckigen Grundriss und einer regelmäßigen Anordnung der Rechteckfenster mit großen Putzrahmungen. Die Fassade ist in hellem Beige gefärbt, die Mauerkanten, Trauf- und Giebellinien sowie die Fensterrahmungen sind in Ockerbraun erhalten. Die Portale sind mit Steinrahmungen und Rahmenfüllungstüren ausgestattet. Die Eingangsfassade ist mit Malereien von 1771 gestaltet. Das Fresko im Giebelbereich unter dem Krüppelwalm zeigt die hll. Benedikt und Scholastika zu Füßen der thronenden Madonna. Zwischen erstem und zweitem Obergeschoß befindet sich eine Darstellung der Wappen des Klosters Rott und des Abtes Benedikt Lutz mit einem Chronogramm, das auf den Bau des Hauses Bezug nimmt. Die Wandgemälde wurde 1981 von Alois Höfer und Anton Zangerl restauriert.
Das Innere des Widums umfasst großzügig angelegte Räume sowie einen breiten Mittelflur, die mit flachen Kreuzgratgewölben versehen sind und ein südseitig situiertes Stiegenhaus. Überwiegend verfügen die Räume vom Keller und Erdgeschoß über Stichkappentonnen. Im Obergeschoß befinden sich flach gedeckte Räume, die mit einfachen Stuckleisten ausgestattet sind. Der Mittelflur ist mit Biedermeier-Tapetenmalereien aus der ersten Hälfte des 19. Jahrhunderts geschmückt. 1950 führte Alois Prinz die Restaurierungsarbeiten der Wandmalereien im Obergeschoß durch.